# Грачёвка (хутор, Залегощенский район)
Грачёвка — хутор в Залегощенском районе Орловской области России. Входит в состав Бортновского сельского поселения.

## География
Хутор находится в центральной части Орловской области, в лесостепной зоне, в пределах центральной части Среднерусской возвышенности, к северу от реки Оптушка, на расстоянии примерно 33 км (по прямой) к западу-северо-западу (WNW) от посёлка городского типа Залегощь, административного центра района. Абсолютная высота — 236 м над уровнем моря.
Климат
Климат умеренно континентальный. Среднегодовое количество осадков составляет 537 мм.
Часовой пояс
Хутор Грачёвка, как и вся Орловская область, находится в часовой зоне МСК (московское время). Смещение применяемого времени относительно UTC составляет +3:00.

## Население
| 2010 |
| ---- |
| 1    |